# Cuff It
«Cuff It» (с англ. — «Надень наручники») — песня американской певицы и автора песен Бейонсе, вышедшая 30 сентября 2022 года из её седьмого студийного альбома Renaissance с помощью компании Parkwood Entertainment и лейбла Columbia.
Она была выпущена в качестве сингла после альбома в виде цифрового скачивания, а затем в виде 7-дюймового винилового релиза в 2023 году. Песня была написана и спродюсирована Бейонсе, Nova Wav, Мортеном Ристорпом, Рафаэлем Саадиком и The-Dream, а также Найлом Роджерсом. Песня содержит интерполяцию песни «OooLa La La», написанной Тиной Мари и Алленом МакГриером и исполненной Тиной Мари. Она попала на ритмичное и современное городское радио в Соединённых Штатах 4 октября 2022 года.
Песня «Cuff It» попала в чарты более чем на десятке территорий и получила одобрительные отзывы критиков. Спустя почти два месяца после выхода альбома Renaissance трек стал трендом в социальных сетях и вновь обрёл популярность. Песня «Cuff It» вновь вошла в несколько чартов по всему миру, достигнув новых вершин в Австралии, Бельгии, Франции, Ирландии, Нидерландах, Новой Зеландии, Швейцарии и Великобритании. После этого песня была выпущена в качестве сингла и заняла шестое место в американском чарте Billboard Hot 100, став вторым синглом Бейонсе из Renaissance и 21-м в качестве сольной исполнительницы. Песня получила множество сертификатов по всему миру, включая бриллиантовый сертификат в Бразилии и Франции, а также двойной платиновый сертификат в Австралии. Песня «Cuff It» получила награду за лучшую песню в стиле R&B на 65-й ежегодной церемонии вручения премии «Грэмми».
3 февраля 2023 года Бейонсе выпустила «Wetter Remix» на эту песню, после того как DJ Esentrik неофициально соединил инструментал 2009 года «Wetter» от Twista с «Cuff It». Ремикс стал вирусным в сети, а затем был официально выпущен Бейонсе с новым вокалом и текстом.

## История
Когда мне предложили сыграть на этой песне, это была самая органичная вещь, которая когда-либо случалась со мной. Я услышал песню и просто сказал: «Я хочу сыграть на ней. Прямо сейчас». И это был один дубль, честное слово. Я сыграл её, это был один дубль, и у меня даже не возникло вопроса «Ну, Нил, может, тебе стоит сделать это, может, тебе стоит сделать то?». Это было просто то, что я чувствовал в своём сердце".
— Найл Роджерс, принимая награду за лучшую песню в стиле R&B на 65-й ежегодной церемонии вручения премии «Грэмми» за песню «Cuff It»

## Отзывы
Композиция «Cuff It» получила признание музыкальных критиков. Вернон Айику из Exclaim! назвал трек «главным украшением альбома» и описал его как «грувовый гимн хорошего настроения». Энди Келлман из AllMusic отметил, что «Cuff It» — это «диско-фанк с неподражаемой ритм-гитарой Нила Роджерса» и что в нём «есть вся энергичность классики Lady T».

### Итоговые списки
| Публикация    | Список                     | Ранг | Ссылка |
| ------------- | -------------------------- | ---- | ------ |
| Billboard     | The 100 Best Songs of 2022 | 15   | [ 13 ] |
| Consequence   | The 100 Best Songs of 2022 | 4    | [ 14 ] |
| NME           | Top 50 Best Songs of 2022  | 1    | [ 15 ] |
| Rolling Stone | The 100 Best Songs of 2022 | 2    | [ 16 ] |
| The Fader     | The 100 best songs of 2022 | 6    | [ 17 ] |

## Награды и номинации
| Год  | Церемония                | Награда                                | Результат | Ссылка |
| ---- | ------------------------ | -------------------------------------- | --------- | ------ |
| 2023 | Grammy Awards            | Премия «Грэмми» за лучшую R&B-песню    | Победа    | [ 18 ] |
| 2023 | ASCAP Rhythm & Soul      | Most Performed R&B/Hip-Hop & Rap Songs | Победа    | [ 19 ] |
| 2023 | NAACP Image Awards       | Outstanding Soul/R&B Song              | Победа    | [ 20 ] |
| 2023 | iHeartRadio Music Awards | TikTok Bop of the Year                 | Номинация | [ 21 ] |
| 2023 | BMI R&B/Hip-Hop Awards   | Most Performed Songs of the Year       | Победа    | [ 22 ] |
| 2023 | MTV Video Music Awards   | Song of Summer                         | Номинация | [ 23 ] |
| 2024 | ASCAP Pop                | Most Performed Pop Songs               | Победа    | [ 24 ] |

## Чарты
| Чарт (2022—2023)                       | Высшая позиция |
| -------------------------------------- | -------------- |
| Австралия (ARIA)                       | 8              |
| Австрия (Ö3 Austria Top 40)            | 48             |
| Бельгия/Фландрия (Ultratop 50)         | 18             |
| Бельгия/Валлония (Ultratop 50)         | 2              |
| Канада (Billboard Canadian Hot 100)    | 16             |
| Канада (Billboard CHR/Top 40)          | 6              |
| Канада (Billboard Hot AC)              | 18             |
| Франция (SNEP)                         | 14             |
| Германия (GfK)                         | 29             |
| Мир (Billboard Global 200)             | 12             |
| Венгрия (Single Top 40)                | 11             |
| Исландия (Tónlistinn)                  | 17             |
| Ирландия (IRMA)                        | 6              |
| Италия (FIMI)                          | 69             |
| Япония (Billboard Japan)               | 18             |
| Нидерланды (Dutch Top 40)              | 23             |
| Нидерланды (Single Top 100)            | 20             |
| Новая Зеландия (Recorded Music NZ)     | 3              |
| Португалия (AFP)                       | 16             |
| Испания (PROMUSICAE)                   | 92             |
| Швеция (Sverigetopplistan)             | 35             |
| Швейцария (Schweizer Hitparade)        | 18             |
| Великобритания (OCC UK Singles)        | 5              |
| США (Billboard Hot 100)                | 6              |
| США (Billboard Adult Contemporary)     | 29             |
| США (Billboard Adult Pop Airplay)      | 19             |
| США (Billboard Dance/Mix Show Airplay) | 15             |
| США (Billboard Hot R&B/Hip-Hop Songs)  | 3              |
| США (Billboard Pop Airplay)            | 8              |
| США (Billboard R&B/Hip-Hop Airplay)    | 1              |
| США (Billboard Rhythmic)               | 1              |

## Сертификации
| Регион | Сертификация     | Продажи   |
| --- | ---------------- | --------- |
| Австралия (ARIA) | 2× Платиновый    | 140 000   |
| Бельгия (BEA) | Платиновый       | 40 000    |
| Бразилия (ABPD) | 3× Бриллиантовый | 480 000   |
| Канада (Music Canada) | 3× Платиновый    | 240 000   |
| Дания (IFPI Danmark) | Золотой          | 45 000    |
| Франция (SNEP) | Бриллиантовый    | 333 333   |
| Италия (FIMI) | Платиновый       | 100 000   |
| Мексика (AMPROFON) | Платиновый       | 140 000   |
| Польша (ZPAV) | Платиновый       | 50 000    |
| Португалия (AFP) | 2× Платиновый    | 20 000    |
| Испания (PROMUSICAE) | Платиновый       | 60 000    |
| Швейцария (IFPI Switzerland) | Платиновый       | 20 000    |
| Великобритания (BPI) | Платиновый       | 600 000   |
| Стриминг |                  |           |
| Греция (IFPI Greece) | Золотой          | 1 000 000 |
| Данные о продажах + прослушиваниях приведены только на основе сертификации. · Данные только о прослушиваниях приведены на основе сертификации. |                  |           |